# Піддувало

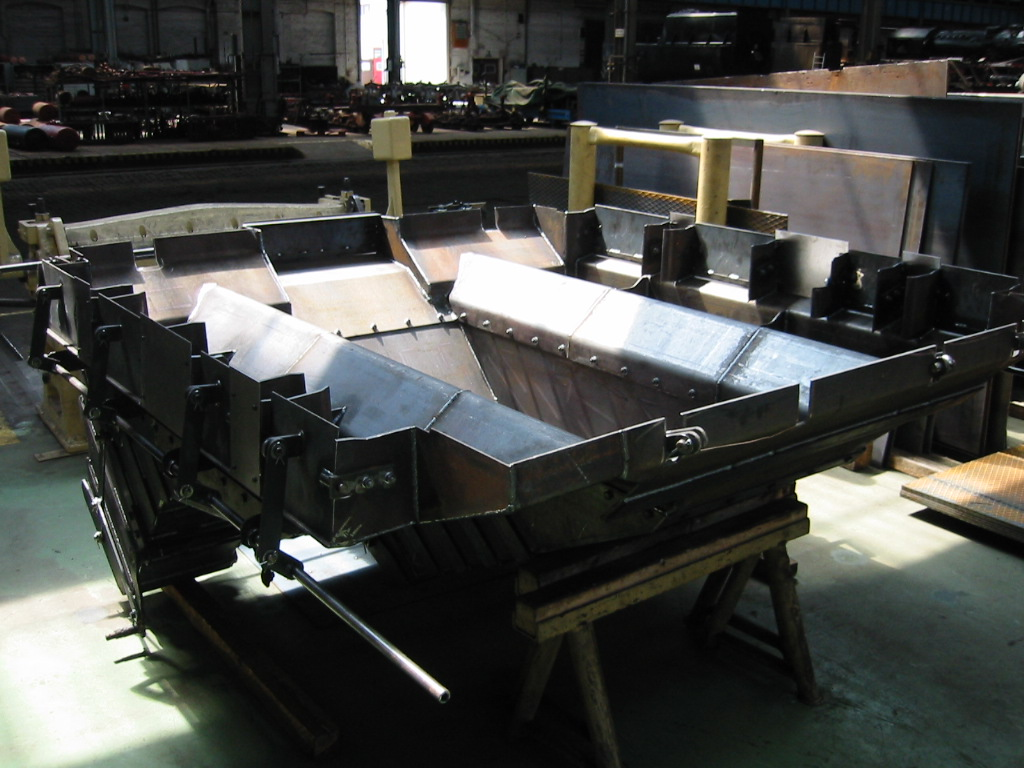
Зольник паровоза

Піддува́ло, попільник, зольни́к — отвір під топкою, через який проходить повітря, підсилюючи тягу під час горіння. Термін «зольник» («попільник») доречніший у разі використання твердого палива — так називається ємність, бункер, де накопичуються незгорілі рештки палива (зола, зола виносу). Подавання повітря у топку можна регулювати причинюванням піддувальних дверець.
У печах, камінах, кухонних варних плитах тощо попільник не обов'язково споруджується з вогнетривких матеріалів, оскільки під час використання не піддається дії високої температури. Камера може бути як відкритою (каміни з відкритим паливником), так і обладнаною дверцятами (опалювальні печі, кухонні варні плити). Створюваним цими дверцятами кутом регулюють потік повітря, яке подається через попільник вверх до вогню. Від величини кута залежить швидкість спалювання палива і сила полум'я. Закриванням попільника домагаються цілковитого припинення горіння палива. Слідкують, аби попільник не був заповнений попелом настільки, що утруднювало би подачу повітря до вогню.
Піддувала мають лише печі і топки з колосниковою решіткою (такі як грубки, пічки-«буржуйки»). У пристроях, де горіння відбувається на черені (наприклад, у руських печах), піддувало відсутнє.

## У техніці
Зольники є обов'язковим елементом топки водяних котлів паровозів, пароплавів, бойлерів на твердому паливі, дровяних водонагрівачів.